# Classe Forbin (croiseur)
Ne doit pas être confondu avec Forbin (frégate).
 (septembre 2012).
Si vous disposez d'ouvrages ou d'articles de référence ou si vous connaissez des sites web de qualité traitant du thème abordé ici, merci de compléter l'article en donnant les références utiles à sa vérifiabilité et en les liant à la section « Notes et références ».
La classe Forbin est la première classe de croiseurs protégés construite par la Marine nationale française à la fin du XIXe siècle. Elle porte le nom de Claude de Forbin (1656-1733), marin français du Grand Siècle. 

## Conception
Les trois unités de cette classe sont des croiseurs-éclaireurs légers  de 3e classe, ayant un faible poids de déplacement leur permettant une vitesse de 20 nœuds. Ils bénéficient encore de la double propulsion, machine à vapeur et voile.

## Histoire
Le Coëtlogon est présent dans le port de Rouen pendant l'Exposition nationale et coloniale.

## Unités de la classe
| Nom       | Lancement       | Chantier naval                 | Fin de carrière                                          |
| --------- | --------------- | ------------------------------ | -------------------------------------------------------- |
| Forbin    | 14 janvier 1888 | Ateliers de la Loire Rochefort | désarmé le 27 novembre 1913 (reconverti en charbonnière) |
| Coëtlogon | Décembre 1888   | Société transatlantique        | 1906                                                     |
| Surcouf   | 9 octobre 1889  | Cherbourg                      | retiré le 4 avril 1921                                   |